# Atsuko Tanaka
Atsuko Tanaka (japanska: 田中 敦子?, Tanaka Atsuko), född 10 februari 1932 i Osaka, Japan, död 3 december 2005 i Nara, var en japansk konstnär och en av de första inom Gutairörelsen.

## Biografi
Tanaka växte upp i Osaka. 1950 antogs hon till Kyotos konstuniversitet och västerländskt måleri. Genom konstnären Akira Kanayama får hon kontakt med Saburo Murakami och konstnärskollektivet Zero-kai.

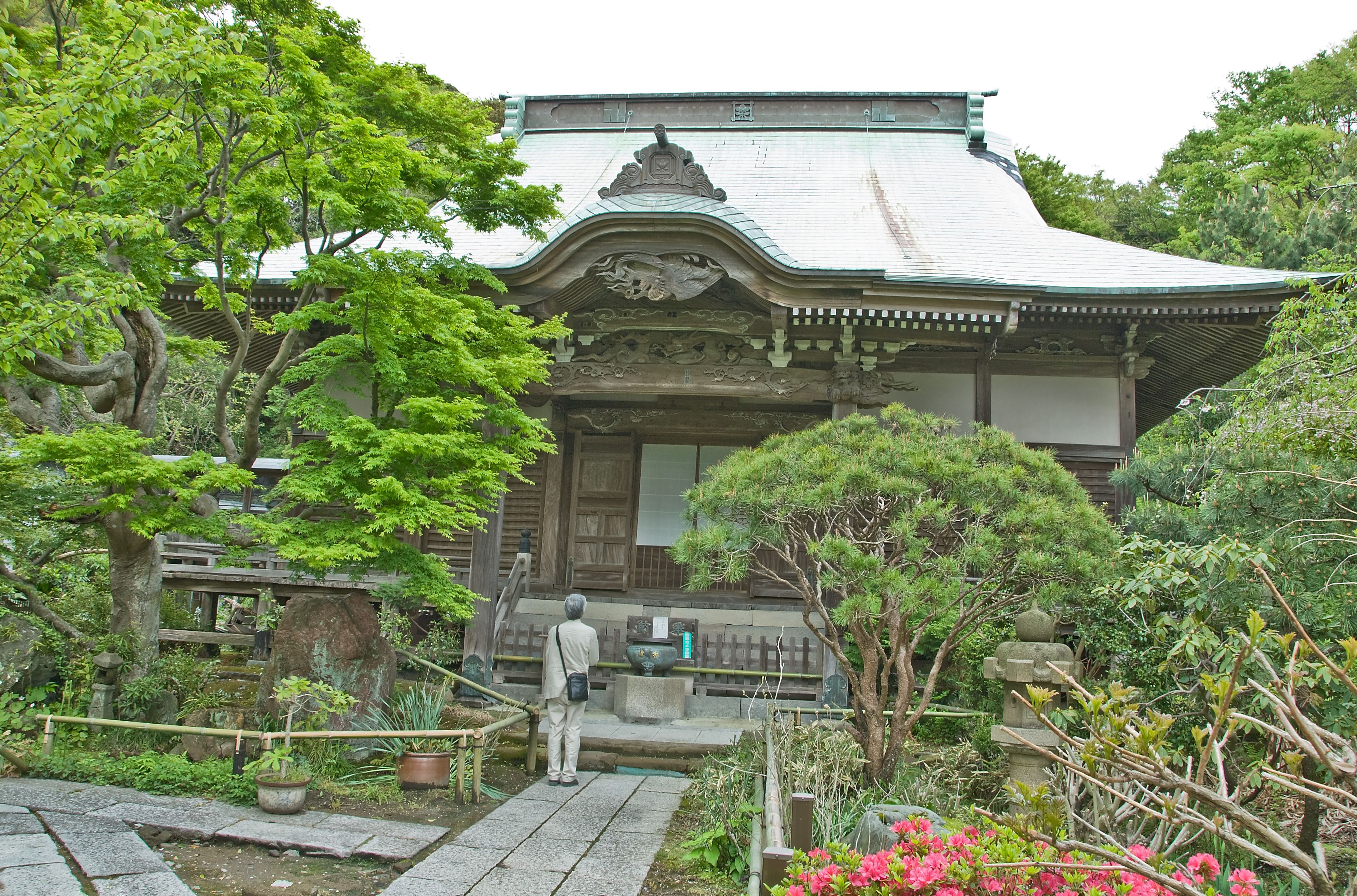
Myoho-ji, huvudbyggnad

1965 gifte hon sig med Akira Kanayama och flyttade till ett hus nära det buddhistiska templet Myōhō-ji.
Hennes föräldrar bodde i närheten och där hon fick tillgång till en ateljé.

## Gutairörelsen
Gutai var ett avantgardistiskt kollektiv i Osaka, som bildades 1954 av Jiro Yoshihara. Tanaka, Kanayama och Murakami gick med i Gutai 1955. Tanaka och Kanayama lämnade Gutai 1965.

## Verk (urval)
Tanakas verk inkluderar abstrakta målningar, skulpturer, performance och installationer. De innehåller ofta föremål från vardagen: textilier, dörrklockor, glödlampor och liknande.
- 1956 – Denkifuku (Elektrisk dräkt) består av cirka 200 färgade glödlampor och är både en skulptur och en dräkt som kan användas på scen.[12]
- 1957 – Scenkläder, en performance med verket Röd dräkt.